# Héribert (fils de Guillaume de Gellone)
Héribert (v. 780/5 † ap.843) est un comte carolingien du IXe siècle de la famille des Guilhelmides, fils de Guillaume de Gellone et de sa première épouse Cunégonde.

## Biographie
Il apparaît pour la première fois le 14 décembre 804 dans la charte de fondation de l'abbaye de Saint-Guilhem-le-Désert par son père Guillaume de Gellone, en compagnie de ses frères Bernard, Guitcaire, Gaucelme et de ses oncles Theudouin, Thierry et Alleaume. Ses premiers combats semblent se dérouler en Espagne contre les Sarrasins, et la Vita Hludowici Imperatoris mentionne que la ville de Tortose lui est attribuée après sa prise en 809. En 812, Louis le Pieux roi d'Aquitaine et héritier de l'empire le fait missus.
En 819, Louis le Pieux, devenu empereur depuis 814, épouse en secondes noces Judith de Bavière, malgré l'opposition des trois fils nés de son premier mariage. Les fils de Guillaume de Gellone se regroupent parmi les fidèles de Judith. Il est même possible qu'Emma de Bavière, sœur de Judith, ait été mariée en premières noces avec Thierry († 826), fils de Guillaume de Gellone. La rupture survient au mois d'août 829, quand Louis le Pieux décide, lors de l'assemblée de Worms, de constituer un royaume pour son fils Charles, né de Judith, amputant les lots du partage de 817. Louis fait face au mécontentement affiché de son fils aîné Lothaire en l'exilant en Italie, ainsi que le premier conseiller de ce dernier, Wala de Corbie.
Mais Wala ne se désarme pas et fait courir le bruit d'une union adultérine entre Judith et Bernard, frère d'Héribert, et accuse Bernard de profiter de la faiblesse de l'empereur pour gouverner à sa place. Profitant d'une expédition de Louis le Pieux en Bretagne, ses fils Pépin et Louis organisent la révolte, font revenir Lothaire d'Italie et prennent le pouvoir. Bernard de Septimanie s'enfuit à Barcelone, Judith est enfermée dans un couvent et Héribert est alors aveuglé et son cousin Eudes, comte d'Orléans est exilé.

## Descendance
Aucun document contemporain ne lui mentionne d'enfants. Christian Settipani a émis deux hypothèses lui attribuant deux filles :
- il remarque que l'épouse du roi Bernard d'Italie se nomme Cunégonde et que leur petit-fils se nomme Herbert et rapproche ces prénoms des Guilhelmides, précisant que chronologiquement, Cunégonde femme de Bernard d'Italie pourrait être fille d'Héribert[5] ;
- il remarque également que les premières générations de la maison raymondine (comtes de Toulouse) portent des prénoms guilhelmides (Bernard, Herbert) et propose que Sénégonde, la mère des comtes Frédolon et Raymond Ier soit une fille d'Héribert[6].

## Généalogie
|           |           |           |           |                      |                      |                      |                      |                                 |                                 |                                 |                                 |                                 |                                 |           |           |           |           |          |          |                            |                            |                            |                            |                            |                            |                         |                         |                               |                               | Thierry Ier comte d'Autun     | Thierry Ier comte d'Autun     | Thierry Ier comte d'Autun     | Thierry Ier comte d'Autun     | Thierry Ier comte d'Autun | Thierry Ier comte d'Autun |                                        |                                        |                                           |                                           |                                           |                                           | Alda fille de Charles Martel              | Alda fille de Charles Martel              | Alda fille de Charles Martel | Alda fille de Charles Martel | Alda fille de Charles Martel         | Alda fille de Charles Martel         |                                      |                                      |                                      |                                      |                       |                       |          |          |          |          |        |        |        |        |  |  |                          |                          |                          |                          |                          |                          |  |  |  |  |  |  |  |  |  |  |  |  |  |  |  |  |  |  |  |  |  |  |  |  |  |  |  |  |  |  |  |  |  |  |  |  |
|           |           |           |           |                      |                      |                      |                      |                                 |                                 |                                 |                                 |                                 |                                 |           |           |           |           |          |          |                            |                            |                            |                            |                            |                            |                         |                         |                               |                               | Thierry Ier comte d'Autun     | Thierry Ier comte d'Autun     | Thierry Ier comte d'Autun     | Thierry Ier comte d'Autun     | Thierry Ier comte d'Autun | Thierry Ier comte d'Autun |                                        |                                        |                                           |                                           |                                           |                                           | Alda fille de Charles Martel              | Alda fille de Charles Martel              | Alda fille de Charles Martel | Alda fille de Charles Martel | Alda fille de Charles Martel         | Alda fille de Charles Martel         |                                      |                                      |                                      |                                      |                       |                       |          |          |          |          |        |        |        |        |  |  |                          |                          |                          |                          |                          |                          |  |  |  |  |  |  |  |  |  |  |  |  |  |  |  |  |  |  |  |  |  |  |  |  |  |  |  |  |  |  |  |  |  |  |  |  |
|           |           |           |           |                      |                      |                      |                      |                                 |                                 |                                 |                                 |                                 |                                 |           |           |           |           |          |          |                            |                            |                            |                            |                            |                            |                         |                         |                               |                               |                               |                               |                               |                               |                           |                           |                                        |                                        |                                           |                                           |                                           |                                           |                                           |                                           |                              |                              |                                      |                                      |                                      |                                      |                                      |                                      |                       |                       |          |          |          |          |        |        |        |        |  |  |                          |                          |                          |                          |                          |                          |  |  |  |  |  |  |  |  |  |  |  |  |  |  |  |  |  |  |  |  |  |  |  |  |  |  |  |  |  |  |  |  |  |  |  |  |
|           |           |           |           |                      |                      |                      |                      |                                 |                                 |                                 |                                 |                                 |                                 |           |           |           |           |          |          | Cunégonde                  | Cunégonde                  | Cunégonde                  | Cunégonde                  | Cunégonde                  | Cunégonde                  |                         |                         |                               |                               |                               |                               |                               |                               |                           |                           | Guillaume de Gellone comte de Toulouse | Guillaume de Gellone comte de Toulouse | Guillaume de Gellone comte de Toulouse    | Guillaume de Gellone comte de Toulouse    | Guillaume de Gellone comte de Toulouse    | Guillaume de Gellone comte de Toulouse    |                                           |                                           |                              |                              |                                      |                                      |                                      |                                      |                                      |                                      | Guibourg              | Guibourg              | Guibourg | Guibourg | Guibourg | Guibourg |        |        |        |        |  |  |                          |                          |                          |                          |                          |                          |  |  |  |  |  |  |  |  |  |  |  |  |  |  |  |  |  |  |  |  |  |  |  |  |  |  |  |  |  |  |  |  |  |  |  |  |
|           |           |           |           |                      |                      |                      |                      |                                 |                                 |                                 |                                 |                                 |                                 |           |           |           |           |          |          | Cunégonde                  | Cunégonde                  | Cunégonde                  | Cunégonde                  | Cunégonde                  | Cunégonde                  |                         |                         |                               |                               |                               |                               |                               |                               |                           |                           | Guillaume de Gellone comte de Toulouse | Guillaume de Gellone comte de Toulouse | Guillaume de Gellone comte de Toulouse    | Guillaume de Gellone comte de Toulouse    | Guillaume de Gellone comte de Toulouse    | Guillaume de Gellone comte de Toulouse    |                                           |                                           |                              |                              |                                      |                                      |                                      |                                      |                                      |                                      | Guibourg              | Guibourg              | Guibourg | Guibourg | Guibourg | Guibourg |        |        |        |        |  |  |                          |                          |                          |                          |                          |                          |  |  |  |  |  |  |  |  |  |  |  |  |  |  |  |  |  |  |  |  |  |  |  |  |  |  |  |  |  |  |  |  |  |  |  |  |
|           |           |           |           |                      |                      |                      |                      |                                 |                                 |                                 |                                 |                                 |                                 |           |           |           |           |          |          |                            |                            |                            |                            |                            |                            |                         |                         |                               |                               |                               |                               |                               |                               |                           |                           |                                        |                                        |                                           |                                           |                                           |                                           |                                           |                                           |                              |                              |                                      |                                      |                                      |                                      |                                      |                                      |                       |                       |          |          |          |          |        |        |        |        |  |  |                          |                          |                          |                          |                          |                          |  |  |  |  |  |  |  |  |  |  |  |  |  |  |  |  |  |  |  |  |  |  |  |  |  |  |  |  |  |  |  |  |  |  |  |  |
|           |           |           |           |                      |                      |                      |                      |                                 |                                 |                                 |                                 |                                 |                                 |           |           |           |           |          |          |                            |                            |                            |                            |                            |                            |                         |                         |                               |                               |                               |                               |                               |                               |                           |                           |                                        |                                        |                                           |                                           |                                           |                                           |                                           |                                           |                              |                              |                                      |                                      |                                      |                                      |                                      |                                      |                       |                       |          |          |          |          |        |        |        |        |  |  |                          |                          |                          |                          |                          |                          |  |  |  |  |  |  |  |  |  |  |  |  |  |  |  |  |  |  |  |  |  |  |  |  |  |  |  |  |  |  |  |  |  |  |  |  |
| Guitcaire | Guitcaire | Guitcaire | Guitcaire | Guitcaire            | Guitcaire            |                      |                      | Hildehelm                       | Hildehelm                       | Hildehelm                       | Hildehelm                       | Hildehelm                       | Hildehelm                       |           |           | Héribert  | Héribert  | Héribert | Héribert | Héribert                   | Héribert                   |                            |                            | Gerberge nonne à Chalon    | Gerberge nonne à Chalon    | Gerberge nonne à Chalon | Gerberge nonne à Chalon | Gerberge nonne à Chalon       | Gerberge nonne à Chalon       |                               |                               | Bernard duc Septimanie        | Bernard duc Septimanie        | Bernard duc Septimanie    | Bernard duc Septimanie    | Bernard duc Septimanie                 | Bernard duc Septimanie                 |                                           |                                           | Gaucelme                                  | Gaucelme                                  | Gaucelme                                  | Gaucelme                                  | Gaucelme                     | Gaucelme                     |                                      |                                      | Thierry comte d'Autun                | Thierry comte d'Autun                | Thierry comte d'Autun                | Thierry comte d'Autun                | Thierry comte d'Autun | Thierry comte d'Autun |          |          | Warner   | Warner   | Warner | Warner | Warner | Warner |  |  | Rolande x Wala de Corbie | Rolande x Wala de Corbie | Rolande x Wala de Corbie | Rolande x Wala de Corbie | Rolande x Wala de Corbie | Rolande x Wala de Corbie |  |  |  |  |  |  |  |  |  |  |  |  |  |  |  |  |  |  |  |  |  |  |  |  |  |  |  |  |  |  |  |  |  |  |  |  |
| Guitcaire | Guitcaire | Guitcaire | Guitcaire | Guitcaire            | Guitcaire            |                      |                      | Hildehelm                       | Hildehelm                       | Hildehelm                       | Hildehelm                       | Hildehelm                       | Hildehelm                       |           |           | Héribert  | Héribert  | Héribert | Héribert | Héribert                   | Héribert                   |                            |                            | Gerberge nonne à Chalon    | Gerberge nonne à Chalon    | Gerberge nonne à Chalon | Gerberge nonne à Chalon | Gerberge nonne à Chalon       | Gerberge nonne à Chalon       |                               |                               | Bernard duc Septimanie        | Bernard duc Septimanie        | Bernard duc Septimanie    | Bernard duc Septimanie    | Bernard duc Septimanie                 | Bernard duc Septimanie                 |                                           |                                           | Gaucelme                                  | Gaucelme                                  | Gaucelme                                  | Gaucelme                                  | Gaucelme                     | Gaucelme                     |                                      |                                      | Thierry comte d'Autun                | Thierry comte d'Autun                | Thierry comte d'Autun                | Thierry comte d'Autun                | Thierry comte d'Autun | Thierry comte d'Autun |          |          | Warner   | Warner   | Warner | Warner | Warner | Warner |  |  | Rolande x Wala de Corbie | Rolande x Wala de Corbie | Rolande x Wala de Corbie | Rolande x Wala de Corbie | Rolande x Wala de Corbie | Rolande x Wala de Corbie |  |  |  |  |  |  |  |  |  |  |  |  |  |  |  |  |  |  |  |  |  |  |  |  |  |  |  |  |  |  |  |  |  |  |  |  |
|           |           |           |           |                      |                      |                      |                      |                                 |                                 |                                 |                                 |                                 |                                 |           |           |           |           |          |          |                            |                            |                            |                            |                            |                            |                         |                         |                               |                               |                               |                               |                               |                               |                           |                           |                                        |                                        |                                           |                                           |                                           |                                           |                                           |                                           |                              |                              |                                      |                                      |                                      |                                      |                                      |                                      |                       |                       |          |          |          |          |        |        |        |        |  |  |                          |                          |                          |                          |                          |                          |  |  |  |  |  |  |  |  |  |  |  |  |  |  |  |  |  |  |  |  |  |  |  |  |  |  |  |  |  |  |  |  |  |  |  |  |
|           |           |           |           | Bernard roi d'Italie | Bernard roi d'Italie | Bernard roi d'Italie | Bernard roi d'Italie | Bernard roi d'Italie            | Bernard roi d'Italie            |                                 |                                 | Cunégonde                       | Cunégonde                       | Cunégonde | Cunégonde | Cunégonde | Cunégonde |          |          | Sénégonde                  | Sénégonde                  | Sénégonde                  | Sénégonde                  | Sénégonde                  | Sénégonde                  |                         |                         | Foucaud cte Rouergue          | Foucaud cte Rouergue          | Foucaud cte Rouergue          | Foucaud cte Rouergue          | Foucaud cte Rouergue          | Foucaud cte Rouergue          |                           |                           |                                        |                                        | Roselinde x Vulgrin Ier comte d'Angoulême | Roselinde x Vulgrin Ier comte d'Angoulême | Roselinde x Vulgrin Ier comte d'Angoulême | Roselinde x Vulgrin Ier comte d'Angoulême | Roselinde x Vulgrin Ier comte d'Angoulême | Roselinde x Vulgrin Ier comte d'Angoulême |                              |                              | Bernard Plantevelue comte d'Auvergne | Bernard Plantevelue comte d'Auvergne | Bernard Plantevelue comte d'Auvergne | Bernard Plantevelue comte d'Auvergne | Bernard Plantevelue comte d'Auvergne | Bernard Plantevelue comte d'Auvergne |                       |                       |          |          |          |          |        |        |        |        |  |  |                          |                          |                          |                          |                          |                          |  |  |  |  |  |  |  |  |  |  |  |  |  |  |  |  |  |  |  |  |  |  |  |  |  |  |  |  |  |  |  |  |  |  |  |  |
|           |           |           |           | Bernard roi d'Italie | Bernard roi d'Italie | Bernard roi d'Italie | Bernard roi d'Italie | Bernard roi d'Italie            | Bernard roi d'Italie            |                                 |                                 | Cunégonde                       | Cunégonde                       | Cunégonde | Cunégonde | Cunégonde | Cunégonde |          |          | Sénégonde                  | Sénégonde                  | Sénégonde                  | Sénégonde                  | Sénégonde                  | Sénégonde                  |                         |                         | Foucaud cte Rouergue          | Foucaud cte Rouergue          | Foucaud cte Rouergue          | Foucaud cte Rouergue          | Foucaud cte Rouergue          | Foucaud cte Rouergue          |                           |                           |                                        |                                        | Roselinde x Vulgrin Ier comte d'Angoulême | Roselinde x Vulgrin Ier comte d'Angoulême | Roselinde x Vulgrin Ier comte d'Angoulême | Roselinde x Vulgrin Ier comte d'Angoulême | Roselinde x Vulgrin Ier comte d'Angoulême | Roselinde x Vulgrin Ier comte d'Angoulême |                              |                              | Bernard Plantevelue comte d'Auvergne | Bernard Plantevelue comte d'Auvergne | Bernard Plantevelue comte d'Auvergne | Bernard Plantevelue comte d'Auvergne | Bernard Plantevelue comte d'Auvergne | Bernard Plantevelue comte d'Auvergne |                       |                       |          |          |          |          |        |        |        |        |  |  |                          |                          |                          |                          |                          |                          |  |  |  |  |  |  |  |  |  |  |  |  |  |  |  |  |  |  |  |  |  |  |  |  |  |  |  |  |  |  |  |  |  |  |  |  |
|           |           |           |           |                      |                      |                      |                      |                                 |                                 |                                 |                                 |                                 |                                 |           |           |           |           |          |          |                            |                            |                            |                            |                            |                            |                         |                         |                               |                               |                               |                               |                               |                               |                           |                           |                                        |                                        |                                           |                                           |                                           |                                           |                                           |                                           |                              |                              |                                      |                                      |                                      |                                      |                                      |                                      |                       |                       |          |          |          |          |        |        |        |        |  |  |                          |                          |                          |                          |                          |                          |  |  |  |  |  |  |  |  |  |  |  |  |  |  |  |  |  |  |  |  |  |  |  |  |  |  |  |  |  |  |  |  |  |  |  |  |
|           |           |           |           |                      |                      |                      |                      |                                 |                                 |                                 |                                 |                                 |                                 |           |           |           |           |          |          |                            |                            |                            |                            |                            |                            |                         |                         |                               |                               |                               |                               |                               |                               |                           |                           |                                        |                                        |                                           |                                           |                                           |                                           |                                           |                                           |                              |                              |                                      |                                      |                                      |                                      |                                      |                                      |                       |                       |          |          |          |          |        |        |        |        |  |  |                          |                          |                          |                          |                          |                          |  |  |  |  |  |  |  |  |  |  |  |  |  |  |  |  |  |  |  |  |  |  |  |  |  |  |  |  |  |  |  |  |  |  |  |  |
|           |           |           |           |                      |                      |                      |                      | Pépin comte                     | Pépin comte                     | Pépin comte                     | Pépin comte                     | Pépin comte                     | Pépin comte                     |           |           |           |           |          |          | Frédolon comte de Toulouse | Frédolon comte de Toulouse | Frédolon comte de Toulouse | Frédolon comte de Toulouse | Frédolon comte de Toulouse | Frédolon comte de Toulouse |                         |                         | Raymond Ier comte de Toulouse | Raymond Ier comte de Toulouse | Raymond Ier comte de Toulouse | Raymond Ier comte de Toulouse | Raymond Ier comte de Toulouse | Raymond Ier comte de Toulouse |                           |                           |                                        |                                        | Sénégonde x Ramnoul de Marcillac          | Sénégonde x Ramnoul de Marcillac          | Sénégonde x Ramnoul de Marcillac          | Sénégonde x Ramnoul de Marcillac          | Sénégonde x Ramnoul de Marcillac          | Sénégonde x Ramnoul de Marcillac          |                              |                              |                                      |                                      |                                      |                                      |                                      |                                      |                       |                       |          |          |          |          |        |        |        |        |  |  |                          |                          |                          |                          |                          |                          |  |  |  |  |  |  |  |  |  |  |  |  |  |  |  |  |  |  |  |  |  |  |  |  |  |  |  |  |  |  |  |  |  |  |  |  |
|           |           |           |           |                      |                      |                      |                      | Pépin comte                     | Pépin comte                     | Pépin comte                     | Pépin comte                     | Pépin comte                     | Pépin comte                     |           |           |           |           |          |          | Frédolon comte de Toulouse | Frédolon comte de Toulouse | Frédolon comte de Toulouse | Frédolon comte de Toulouse | Frédolon comte de Toulouse | Frédolon comte de Toulouse |                         |                         | Raymond Ier comte de Toulouse | Raymond Ier comte de Toulouse | Raymond Ier comte de Toulouse | Raymond Ier comte de Toulouse | Raymond Ier comte de Toulouse | Raymond Ier comte de Toulouse |                           |                           |                                        |                                        | Sénégonde x Ramnoul de Marcillac          | Sénégonde x Ramnoul de Marcillac          | Sénégonde x Ramnoul de Marcillac          | Sénégonde x Ramnoul de Marcillac          | Sénégonde x Ramnoul de Marcillac          | Sénégonde x Ramnoul de Marcillac          |                              |                              |                                      |                                      |                                      |                                      |                                      |                                      |                       |                       |          |          |          |          |        |        |        |        |  |  |                          |                          |                          |                          |                          |                          |  |  |  |  |  |  |  |  |  |  |  |  |  |  |  |  |  |  |  |  |  |  |  |  |  |  |  |  |  |  |  |  |  |  |  |  |
|           |           |           |           |                      |                      |                      |                      |                                 |                                 |                                 |                                 |                                 |                                 |           |           |           |           |          |          |                            |                            |                            |                            |                            |                            |                         |                         |                               |                               |                               |                               |                               |                               |                           |                           |                                        |                                        |                                           |                                           |                                           |                                           |                                           |                                           |                              |                              |                                      |                                      |                                      |                                      |                                      |                                      |                       |                       |          |          |          |          |        |        |        |        |  |  |                          |                          |                          |                          |                          |                          |  |  |  |  |  |  |  |  |  |  |  |  |  |  |  |  |  |  |  |  |  |  |  |  |  |  |  |  |  |  |  |  |  |  |  |  |
|           |           |           |           |                      |                      |                      |                      | Herbert Ier comte de Vermandois | Herbert Ier comte de Vermandois | Herbert Ier comte de Vermandois | Herbert Ier comte de Vermandois | Herbert Ier comte de Vermandois | Herbert Ier comte de Vermandois |           |           |           |           |          |          | Bernard comte de Toulouse  | Bernard comte de Toulouse  | Bernard comte de Toulouse  | Bernard comte de Toulouse  | Bernard comte de Toulouse  | Bernard comte de Toulouse  |                         |                         | Eudes comte de Toulouse       | Eudes comte de Toulouse       | Eudes comte de Toulouse       | Eudes comte de Toulouse       | Eudes comte de Toulouse       | Eudes comte de Toulouse       |                           |                           | Herbert moine                          | Herbert moine                          | Herbert moine                             | Herbert moine                             | Herbert moine                             | Herbert moine                             |                                           |                                           |                              |                              |                                      |                                      |                                      |                                      |                                      |                                      |                       |                       |          |          |          |          |        |        |        |        |  |  |                          |                          |                          |                          |                          |                          |  |  |  |  |  |  |  |  |  |  |  |  |  |  |  |  |  |  |  |  |  |  |  |  |  |  |  |  |  |  |  |  |  |  |  |  |